# Histoire de l'équilibrage mécanique
 (août 2021).
Si vous disposez d'ouvrages ou d'articles de référence ou si vous connaissez des sites web de qualité traitant du thème abordé ici, merci de compléter l'article en donnant les références utiles à sa vérifiabilité et en les liant à la section « Notes et références ».
 (août 2021).
La mise en forme du texte ne suit pas les recommandations de Wikipédia : il faut le « wikifier ».
Les points d'amélioration suivants sont les cas les plus fréquents :
- Les titres sont pré-formatés par le logiciel. Ils ne sont ni en capitales, ni en gras.
- Le texte ne doit pas être écrit en capitales (les noms de famille non plus), ni en gras, ni en italique, ni en « petit »…
- Le gras n'est utilisé que pour surligner le titre de l'article dans l'introduction, une seule fois.
- L'italique est rarement utilisé : mots en langue étrangère, titres d'œuvres, noms de bateaux, etc.
- Les citations ne sont pas en italique mais en corps de texte normal. Elles sont entourées par des guillemets français : « et ».
- Les listes à puces sont à éviter, des paragraphes rédigés étant largement préférés. Les tableaux sont à réserver à la présentation de données structurées (résultats, etc.).
- Les appels de note de bas de page (petits chiffres en exposant, introduits par l'outil «  Source ») sont à placer entre la fin de phrase et le point final[comme ça].
- Les liens internes (vers d'autres articles de Wikipédia) sont à choisir avec parcimonie. Créez des liens vers des articles approfondissant le sujet. Les termes génériques sans rapport avec le sujet sont à éviter, ainsi que les répétitions de liens vers un même terme.
- Les liens externes sont à placer uniquement dans une section « Liens externes », à la fin de l'article. Ces liens sont à choisir avec parcimonie suivant les règles définies. Si un lien sert de source à l'article, son insertion dans le texte est à faire par les notes de bas de page.
- La présentation des références doit suivre les conventions bibliographiques. Il est recommandé d'utiliser les modèles {{Ouvrage}}, {{Chapitre}}, {{Article}}, {{Lien web}} et/ou {{Bibliographie}}. Le mode d'édition visuel peut mettre en forme automatiquement les références.
- Insérer une infobox (cadre d'informations à droite) n'est pas obligatoire pour parachever la mise en page.

Pour une aide détaillée, merci de consulter Aide:Wikification.
Si vous pensez que ces points ont été résolus, vous pouvez retirer ce bandeau et améliorer la mise en forme d'un autre article.
Jusqu'au milieu du XIXe siècle, l'équilibrage n'était pas un procédé connu et largement utilisé dans presque toutes les industries du marché. Les seules exceptions à cette règle étaient les moulins à vent et les moulins à eau, qui utilisaient de grandes roues, qui devaient être équilibrées statiquement pour assurer leur rotation à une vitesse constante.
Ces interventions étaient nécessaires au bon fonctionnement des broyeurs car les déséquilibres des roues ou des pales qui déplaçaient ces composants entraînaient inévitablement des fluctuations, affectant la qualité du produit broyé. Bien entendu, si ces déséquilibres n'étaient pas corrigés, ils pourraient entraîner, à terme, des dégâts beaucoup plus graves, provoquant l'arrêt des moulins, notamment dans le cas des moulins à eau, qui ne démarraient pas une fois l'eau des seaux supérieurs vidangée.
Comme c'était souvent la pratique dans ces industries dans de nombreuses industries, les mécaniciens d'équilibrage des moulins ont enveloppé leurs pratiques d'une aura de mystère, ajoutant de nombreux éléments ésotériques inutiles au processus d'équilibrage, de sorte qu'ils ont commencé à être considérés comme des magiciens de l'équilibre plutôt que ce qu'ils étaient, des mécaniciens effectuant des réglages.

## La Révolution Industrielle
La Révolution Industrielle apportera de nombreux changements radicaux à l'industrie de l'équilibrage, car les technologies nées au cours de cette période ont eu un impact mondial sur toutes les industries, qu'elles soient directes ou indirectes.

### Machines à vapeur
L'émergence des machines à vapeur fut un premier indicateur des changements à venir, notamment dans le domaine de l'équilibrage. Si les premières locomotives à vapeur fonctionnaient à des vitesses comprises entre 10 et 50 RPM (rotations par minute), au fur et à mesure que la technologie évoluait, leur vitesse a fait de même, atteignant 1869, lorsque les locomotives américaines pouvaient atteindre des vitesses de 50 km/h.
Puis, en 1884, Charles Parsons développa une turbine à vapeur de 10 chevaux capable de tourner à 18.000 RPM, mais en raison du manque de technologie d'équilibrage, il rendit les roulements de ce moteur élastiques, de sorte que la turbine tournait autour de son propre axe de poids.

### Moteurs électriques
D'autre part, à mesure que la technologie des moteurs à vapeur prenait de l'ampleur, d'autres types de moteurs sont également apparus sur le marché. Ainsi, en 1850 Michael Faraday invente le premier moteur électrique fonctionnant en courant continu, suivi en 1887 par Nikola Tesla, qui crée le premier moteur électrique en courant alternatif. Le moteur électrique a contribué à l'évolution de la technologie d'équilibrage, qui est capable d'un grand nombre de rotations par minute.
Les moteurs électriques étaient généralement utilisés pour des mécanismes simples, tandis que les turbines à vapeur, en raison de leur grande complexité, ont commencé à être de plus en plus utilisées pour la production d'électricité et la propulsion de grands bateaux. Au début des années 1930, les rôles des deux technologies se sont inversés, les moteurs électriques jouant un rôle de plus en plus important dans la génération de la force motrice utilisée pour déplacer différents véhicules.
Bien entendu, en raison de la vitesse de rotation croissante de ces moteurs, la technologie d'équilibrage était déjà d'une grande importance dans de nombreuses branches de l'industrie mécanisée.

### Moteurs à combustion
La troisième technologie développée dans l'industrie des transports a été l'invention du moteur à combustion. Ainsi, l'inventeur allemand Nicolaus August Otto a créé le premier système à combustion interne à 4 temps utilisé par les frères Wright dans la création de leurs avions, ainsi que dans de nombreux moteurs à essence d'aujourd'hui.
En 1885, son élève, Gottlieb Wilhelm Daimler, a amélioré ce moteur, le faisant tourner à plus de 900 RPM et l'a monté dans l'une des premières voitures au monde. Plus tard, en 1897, Nicolaus Otto créa le premier moteur diesel, capable de développer une puissance de 20 chevaux, ayant un double rendement par rapport à n'importe quel moteur à vapeur de l'époque.
Ainsi, en seulement 50 ans depuis la Révolution Industrielle, les vitesses de rotation ont augmenté de façon exponentielle, passant de 5 RPM (rotations par minute) pour les moulins à eau ou à vent à 24 RPM pour les moteurs à vapeur, 250 RPM pour les premiers moteurs diesel, 900 RPM pour le premier essence. moteurs et jusqu'à 18.000 RPM pour les turbines à vapeur.
Une dernière technologie à émerger était les turbines à essence, qui combineraient l'efficacité du moteur à combustion avec la vitesse de rotation des turbines à vapeur pour générer des vitesses allant jusqu'à 100.000 tr/min.
Comme prévu, aucune de ces technologies n'aurait pu être développée sans le développement parallèle de la technologie d'équilibrage, la technique d'équilibrage étant essentielle pour le développement et la production de moteurs plus puissants et plus efficaces.

### Technologie d'équilibrage
La technique d'équilibrage a toujours fonctionné parallèlement au développement des moteurs, s'adaptant à leurs besoins à chaque étape. Bien entendu, à une époque où les machines les plus rapides étaient des roues de moulin, aucun équipement d'équilibrage complexe n'était nécessaire. Au lieu de cela, la gravité et les poids placés stratégiquement ont fait le travail.
Au fur et à mesure que la technologie a évolué, les techniques et les outils utilisés pour l'équilibrage ont également dû évoluer. Ainsi, à la fin des années 20, la plupart des interventions d'équilibrage étaient réalisées selon des méthodes rudimentaires, sur le principe de l'essai et de l'échec. Un exemple de technique utilisée pour équilibrer les interventions à cette époque est l'utilisation d'un dispositif qui attache un morceau de craie à la partie tournante pour marquer les dysfonctionnements. L'endroit où il a touché la craie pour la première fois était le point le plus élevé, et à mesure que la roue ou la pièce vérifiée était équilibrée, le marquage à la craie a augmenté. Lorsque la craie marquait un trait continu sur la partie tournante, on considérait que l'opération d'équilibrage était réussie.
Au fil du temps, cependant, les dispositifs d'équilibrage sont devenus de plus en plus complexes et précis sur le marché, de sorte que les interventions d'équilibrage ont également augmenté en précision, offrant une qualité de service supérieure.
Des machines d'équilibrage utilisant la résonance mécanique ont également commencé à apparaître, mais leur étalonnage était un travail très minutieux, qui devait être effectué avec une précision maximale pour obtenir les résultats escomptés.

#### Les premières versions d'équilibreuses de roues
L'histoire des équilibreuses de roues a commencé avec l'invention du premier générateur par la société allemande Siemens en 1866. Quatre ans plus tard, l'inventeur canadien Henry Martinson a déposé le premier brevet pour un système d'équilibrage, qui a lancé l'industrie de l'équilibrage.
Plus tard, en 1907, Franz Lawaczeck développa un nouveau type de machine d'équilibrage, qu'il fit breveter sous le nom de „dispositif d'équilibrage de masse rotatif”. Un an plus tard, en 1908, Carl Schenk a signé un accord de licence avec Franz Lawaczeck pour utiliser sa technologie. En 1915, Carl Schenk a utilisé la technologie empruntée à Franz Lawaczeck pour créer la première machine d'équilibrage à deux faces, ce qui a permis un grand pas en avant pour l'industrie de l'équilibrage.
Le dispositif d'équilibrage développé par Schenk est devenu un standard dans l'industrie de la réparation utilisé dans la plupart des interventions d'équilibrage jusqu'en 1940, et en raison des nombreuses avancées technologiques des méthodes de mesure optiques et mécaniques, la précision de ces interventions a considérablement augmenté. Ainsi, le modèle Lawaczeck a pu obtenir une précision d'équilibrage très fine, équivalente à un déplacement du centre de gravité de seulement 0,001 mm.

#### La première équilibreuse de roue dynamique
La première équilibreuse de roues dynamique a été inventée en 1945 par Marcellus Merril aux Merril Engineering Laboratories à Englewood, Colorado. Au moment de son invention, la plupart des opérations d'équilibrage des roues automobiles étaient effectuées en démontant la roue et en effectuant un équilibrage statique sans la faire tourner.
L'idée de Marcellus Merill était d'effectuer l'opération d'équilibrage sans démonter la roue du véhicule. Pour ce faire, l'inventeur a soulevé la voiture à l'aide de vérins, puis a fait tourner la roue à grande vitesse, analysant ses vibrations au fur et à mesure que la vitesse de rotation diminuait.
Les vibrations de la roue étaient surveillées par un dispositif électronique placé au sol qui était fixé au pare-chocs avant du véhicule à l'aide d'un aimant. Le signal de la caméra a déclenché une lumière stroboscopique qui a donné l'impression que la roue était immobile. Cette lumière a identifié où le poids d'équilibrage devait être ajouté. Le signal aide également à déterminer le poids du poids qui devait être ajouté pour obtenir un équilibre correct.
Un dispositif spécial était utilisé pour faire tourner les roues avant, qui utilisaient un moteur électrique pour obtenir la vitesse de rotation requise, et pour faire tourner les roues arrière, le moteur du véhicule était utilisé, après qu'il avait été préalablement soulevé à l'aide de vérins.
L'invention de l'équilibreuse de roue est enregistrée par l'IEEE Milestones (Institute of Electrical and Electronics Engineers) et par l'American Society of Mechanical Engineers comme un tournant dans l'évolution technologique de l'industrie automobile, étant considérée comme un facteur majeur de progrès pour l'industrie de la réparation automobile.